# 카산드라 가바
커샌드라 가바(Cassandra Gava, 1959년 4월 28일 ~ )는 미국의 배우이다.
샌프란시스코에서 태어났다.

## 영화
- 율리시스: 다크 오딧세이 (2018년)
- 닌자 어쌔신 리벤지 (2014년) - 미셸 역
- 시실리 : 피의 전쟁 (2012년) - 데브라 역
- 미스테리 예고살인 (2011년) - 로즈 역
- 아이 원트 투 비 어 솔저 (2010년)
- 라스트 굿바이 (2004년)
- 데드 바이 돈 (1998년) - 리즈 역
- 라스트 맨 스탠딩 (1996년)
- 아미티빌 5 (1990년)
- 모탈 패션스 (1989년)
- 특수 경관 콘돌 (1986년)
- 더 블랙 룸 (1983년)
- 로드 투 차이나 (1983년) - 알레사 역
- 뉴욕의 사랑 (1982년)
- 코난 - 바바리안 (1981년) - 마녀 역
- 쉬즈 드레스트 투 킬 (1979년)